# Agelasta unicolor
Agelasta unicolor là một loài bọ cánh cứng trong họ Cerambycidae.